# Raymond Trousson
Raymond Trousson, né à Bruxelles le 11 juin 1936 et mort dans la même ville le 25 juin 2013, est un philologue, historien de la littérature et critique littéraire belge.

## Biographie
Il fut professeur à l'université libre de Bruxelles, spécialiste des littératures modernes comparées et du XVIIIe siècle et en particulier de Voltaire, Rousseau, Diderot et sur le roman libertin.

## Distinctions
- Élu membre de l'Académie royale de langue et de littérature françaises de Belgique en 1979
- Docteur honoris causa de l'université de Nantes en 2006
- Docteur honoris causa de l'université de Neuchâtel (Suisse) en 2011

## Quelques œuvres
- Socrate devant Voltaire, Denis Diderot et Jean-Jacques Rousseau : la conscience en face du mythe, Paris, Lettres modernes, 1967.
- Jean-Jacques Rousseau et sa fortune littéraire, Saint-Médard-en-Jalles, G. Ducros, 1971.
- Le thème de Prométhée dans la littérature européenne, Genève, Droz, 1976, 2 vol. : sujet de sa thèse de doctorat
- Balzac disciple et juge de Jean-Jacques Rousseau, Genève, Droz ; Paris, 1983.
- Le tison et le flambeau : Victor Hugo devant Voltaire et Jean-Jacques Rousseau, Bruxelles, éditions de l'Université, 1985.
- Stendhal et Jean-Jacques Rousseau : continuité et ruptures, Cologne, DME-Verlag, 1986.
- Jean-Jacques Rousseau, Paris, Tallandier, 1988 (réédité en 2003)

- Avec Robert Frickx, il a écrit : Lettres françaises de Belgique : dictionnaire des œuvres (3 volumes), Éd Duculot, Paris-Gembloux, 1988,  (ISBN 2-8011-0782-4) (édition complète).

- Charles De Coster ou La vie est un songe : biographie, Bruxelles, éditions Labor, 1990.
- Romans libertins du XVIIIe siècle, Paris, Robert Laffont, 1993.
- Histoire de la libre pensée, des origines à 1789, Bruxelles, Espace de Libertés, coll. « Laïcité », 1993, 316 p.,  (ISBN 2-930001-06-2). (page consacrée au livre sur le site de l'éditeur)
- Isabelle de Charrière. Un destin de femme au XVIIIe siècle, Paris, Hachette, 1994.
- Dictionnaire Voltaire (dir.), Paris, Hachette, 1994.
- Dictionnaire de Voltaire (dir.), Bruxelles, Espace de Libertés, coll. « Laïcité », 1994, 304 p.,  (ISBN 2-930001-13-5) (page consacrée au livre sur le site de l'auteur)
- Voltaire et les droits de l'homme. Textes sur la justice et la tolérance (présentés et annotés par l'auteur), Espace de Libertés, coll. « Laïcité », 1994,  (ISBN 2-930001-12-7). (page consacrée au livre sur le site de l'auteur)
- Dictionnaire de Jean-Jacques Rousseau (dir.), Paris, H. Champion, 1996.
- Romans de femmes du XVIIIe siècle : Mme de Tencin, Mme de Graffigny, Mme Riccoboni…, Paris, Robert Laffont, 1996.
- Images de Diderot en France, 1784-1913, Paris, Honoré Champion, 1997.
- Voyages aux pays de nulle part : histoire littéraire de la pensée utopique, Éditions de l'Université de Bruxelles, 1999.
- Dictionnaire de Denis Diderot (dir., partagée avec Roland Mortier), Paris, Honoré Champion, 1999.
- Iwan Gilkin, poète de “La nuit”, Bruxelles, éditions Labor, 1999.
- CD-Rom Jean-Jacques Rousseau, Paris, édition Index+ 1999 - Supervision des contenus.
- Jean-Jacques Rousseau jugé par ses contemporains, Paris, Honoré Champion, 2000.
- Visages de Voltaire : XVIIIe – XIXe siècle, Paris, Honoré Champion, 2001.
- Antoine-Vincent Arnault (1766-1834) : un homme de lettres entre classicisme et romantisme, Paris, Honoré Champion, 2004.
- Jean-Jacques Rousseau raconté par ceux qui l'ont vu, éditions Le Cri, 2004.
- Denis Diderot ou Le vrai Prométhée, Paris, Tallandier, 2005.
- Denis Diderot jour après jour : chronologie, Paris, Honoré Champion, 2006.
- Diderot, Paris, Gallimard, 2007, collection Folio biographies.
- Voltaire, Tallandier, 2008.
- Charles De Coster, journaliste à l'Uylenspiegel, Bruxelles, éditions Espace de Libertés, coll. « Laïcité », 2007, 335 p.,  (ISBN 2-930001-76-3) (page consacrée au livre sur le site de l'éditeur)
- Jean-Jacques Rousseau, En 78 lettres, un parcours intellectuel et humain, Cabris, Sulliver, 2010, 304 p.  (ISBN 978-2-35122-066-5)
- Jean-Jacques Rousseau, Paris, Gallimard, 2011, collection Folio biographies.